# 테오 퀴스터르스
테오도르 로랑 퀴스터르스(네덜란드어: Theodore Laurent Custers, 1950년 8월 10일, 림뷔르흐 주 헹크 ~)는 벨기에의 전직 축구 선수로, 현역 시절 골키퍼로 활약했다.
현역 시절, 그는 바터르셰이, 로열 앤트워프, 헬몬트 스포르트, 에스파뇰, 메헬렌, 그리고 보르넘에서 활약했다. 국가대항전에서, 그는 벨기에 국가대표팀 일원으로 10경기 출전했으며, 유로 1980과 1982년 월드컵에 참가했다. 그는 특유의 콧수염으로 "바다코끼리"라는 별칭이 붙었다.

## 수상

### 선수
바터르셰이
- 벨기에 3부 리그: 1973–74

### 국가대표팀
벨기에
- 유럽 선수권 대회 준우승: 1980[2]
- 벨기에 전국 스포츠 공로상: 1980[3]